# Thomas Bach
Thomas Bach (Würzburg, 29 december 1953) is een Duits jurist, sportbestuurder en voormalig schermer. Hij was van 10 september 2013 tot 23 juni 2025 voorzitter van het Internationaal Olympisch Comité.
Als schermer won hij met het West-Duitse team een zilveren medaille op de Wereldkampioenschappen schermen 1973.
Op de Olympische Spelen van 1976 won hij bij het schermen met het West-Duitse team goud op het onderdeel floret. Hij was individueel West-Duits kampioen in 1977 en 1978. Met het West-Duitse team volgde nog goud op de Wereldkampioenschappen schermen 1977 en brons op de  Wereldkampioenschappen schermen 1979. Op 26 oktober 1980 trad hij voor het laatst aan in een officiële internationale competitie schermen.
Bach behaalde een doctorsgraad in de rechten (Dr. iur. utr.) in 1983 aan de Julius Maximilians-Universiteit.  Naast Duits spreekt hij vloeiend Frans, Engels en Spaans.
Van 2006 tot 2013 was hij voorzitter van het Duits Olympisch Comité. In die functie was hij van 2009 tot 2011 ook de trekker van de kandidatuur van München voor de Olympische Winterspelen 2018. De IOC-leden kozen in 2011 evenwel voor Pyeongchang.
Bach werd op 10 september 2013 tijdens de 125e IOC-zitting in Buenos Aires gekozen voor een termijn van acht jaar als IOC-voorzitter. Hij behaalde 49 stemmen in de laatste stemronde, waardoor hij de meerderheid had die nodig was om gekozen te worden. Hij volgde Jacques Rogge op, die van 2001 tot 2013 IOC-voorzitter was geweest.  Na zijn verkiezing gaf Bach aan dat hij het Olympische biedingsproces wilde veranderen en van duurzame ontwikkeling een prioriteit wilde maken. Hij stelde dat het huidige biedingsproces "te veel en te vroeg vraagt". Deze veertig voorgestelde hervormingen werden bekend als de Olympische Agenda 2020, ze werden allemaal unaniem goedgekeurd tijdens de 127e IOC-sessie in Monaco in 2014.
Bach behaalde ook voldoende steun voor een tweede termijn van vier jaar tijdens de 137e IOC-sessie in 2021 die zijn mandaat verlengde tot 2025. Dit was de laatste termijn van Bach als IOC-voorzitter, aangezien de regels van de organisatie de termijn van de president beperken tot acht jaar met één verlenging van vier jaar. Op 10 augustus 2024 kondigde Bach aan dat hij wou aftreden als IOC-voorzitter wanneer zijn termijn in 2025 afliep, ondanks dat hem was gevraagd aan te blijven door de regel van eenmalige verlenging aan te passen. Op 23 juni 2025 gaf hij het voorzitterschap door aan Kirsty Coventry uit Zimbabwe.
- Bibsys: 90068582
- Bibliothèque nationale de France: cb178121594 (data)
- Gemeinsame Normdatei: 122548515
- International Standard Name Identifier: 0000 0000 1245 3956
- Nationale Bibliotheek van Polen: a0000003799668
- Système universitaire de documentation: 204764475
- Virtual International Authority File: 59968632
- WorldCat: E39PBJhxhBJcpMVcW9YqfYdYT3

Demetrius Vikelas (Griekenland, 1894-1896) · Pierre de Coubertin (Frankrijk, 1896-1925) · Godefroy de Blonay (Zwitserland, 1916-1919) · Henri de Baillet Latour (België, 1925-1942) · Sigfrid Edström (Zweden, 1942-1952) · Avery Brundage (Verenigde Staten, 1952-1972) · Lord Killanin (Ierland, 1972-1980) · Juan Antonio Samaranch (Spanje, 1980-2001) · Jacques Rogge (België, 2001-2013) · Thomas Bach (Duitsland, 2013-heden)

verkozen voorzitter: Kirsty Coventry (Zimbabwe, vanaf 23 juni 2025)
1904: Fonst, Díaz, Van Zo Post ·
1920: Baldi, Costantino, A. Nadi, N. Nadi, Olivier, Puliti, Speciale, Terlizzi ·
1924: Cattiau, Coutrot, de Luget, Ducret, Gaudin, Jobier, Labatut, Perotaux ·
1928: Chiavacci, Gaudini, Guaragna, Pessina, Pignotti, Puliti ·
1932: Bondoux, Bougnol, Cattiau, Gardère, Lemoine, Piot ·
1936: Bocchino, Di Rosa, Gaudini, Guaragna, Marzi, Verratti ·
1948: Bonin, Bougnol, de Buhan, Lataste, d'Oriola, Rommel ·
1952: de Buhan, Lataste, Netter, Noël, d'Oriola, Rommel ·
1956: Bergamini, Carpaneda, Di Rosa, Lucarelli, Mangiarotti, Spallino ·
1960: Midler, Roedov, Sissikin, Svesjnikov, Zjdanovitsj ·
1964: Midler, Sissikin, Sjarov, Svesjnikov, Zjdanovitsj ·
1968: Berolatti, Dimont, Magnan, Noël, Revenu ·
1972: Dąbrowski, Godel, Kaczmarek, Koziejowski, Woyda ·
1976: Bach, Behr, Hein, Reichert, Sens-Gorius ·
1980: Bonin, Boscherie, Flament, Jolyot, Pietruszka ·
1984: Borella, Cerioni, Cipressa, Numa, Scuri ·
1988: Aptsiaoeri, Ibragimov, Koretsky, Mamedov, Romankov ·
1992: Koch, Schreck, Wagner, Weidner, Weißenborn ·
1996: Mamedov, Pavlovitsj, Sjevtsjenko ·
2000: Ferrari, Guyart, Lhotellier, Plumenail ·
2004: Cassarà, Sanzo, Vanni, Zennaro ·
2012: Valerio Aspromonte, Avola, Baldini, Cassarà ·
2016: Achmatchoezin, Safin, Tsjeremisinov ·
2020: Le Péchoux, Lefort, Mertine, Pauty ·
2024: Iimura, Matsuyama, Shikine, Nagano